# Muscat Classic
Muscat Classic er et omansk éndagsløb i landevejscykling, som afholdtes første gang den 10. februar 2023. Løbet er af UCI klassificeret som 1.1 og er en del af UCI Asia Tour. Det køres ved hovedstaden Muscat i Oman, som optaktsløb til Tour of Oman.

## Vindere
| År   | Vinder            | Toer            | Treer           |
| ---- | ----------------- | --------------- | --------------- |
| 2023 | Jenthe Biermans   | Jordi Warlop    | Andrea Vendrame |
| 2024 | Finn Fisher-Black | Luke Lamperti   | Amaury Capiot   |
| 2025 | Rick Pluimers     | Jenthe Biermans | Henok Mulubrhan |